# Jaroslav Talášek
Jaroslav Talášek (11. dubna 1898 Lazce – 6. července 1971) byl československý důstojník, odbojář z období druhé světové války a politický vězeň komunistického režimu.

## Život

### Před druhou světovou válkou
Jaroslav Talášek se narodil 11. dubna 1898 v Lazcích u Olomouce v rodině místního pekaře Františka Taláška a jeho manželky Kateřiny, rozené Fialové. Mezi lety 1909 a 1916 vystudoval státní gymnázium v Olomouci. V období první světové války bojoval v řadách c. a k. armády na ruské a italské frontě, legionářem nebyl. Po návratu do Československa vstoupil do armády a stal se vojákem z povolání. Mezi lety 1929 a 1932 vystudoval Vysokou školu válečnou v Praze. Dosáhl hodnosti majora a postu důstojníka hlavního štábu na ministerstvu národní obrany.

### Druhá světová válka
Po německé okupaci pracoval Jaroslav Talášek jako vrchní komisař na ředitelství státních drah v Praze. Vstoupil do protinacistického odboje v rámci Obrany národa, za což byl v letech 1940 - 1945 vězněn. Nacistům se ale nepodařilo plně prokázat jeho odbojovou činnost a proto nebyl popraven, jen odsouzen na dvanáct let. Osvobození jej zastihlo v Mírovské věznici.

### Po druhé světové válce
Po skončení druhé světové války se Jaroslav Talášek vrátil do služeb Československé armády. Mezi lety 1945 a 1947 sloužil jako železniční traťový velitel v Brně, poté do roku 1950 ve velitelských funkcích na štábech vojenské oblasti 3 a vojenského okruhu 2. Vrcholem jeho kariéry bylo povýšení do hodnosti brigádního generála v říjnu 1948. Do zálohy byl přeložen v roce 1951. Komunistický režim jej začal pronásledovat, v roce 1958 byl degradován a poté do roku 1961 vězněn ve věznici Leopoldov. Zemřel 6. července 1971.

## Rodina
Jaroslav Talášek pocházel z jedenácti sourozenců. Jeho bratři Vladimír Talášek a Oldřich Talášek se rovněž zapojili do protinacistického odboje. Vladimír byl za práci pro Obranu národa rovněž zatčen a v roce 1942 popraven v Berlíně.  Oldřich uprchl za hranice, pracoval pro odboj v Londýně, Sovětském svazu a bojoval v Slovenském národním povstání.

## Posmrtná ocenění
- Jaroslavu Taláškovi byl v roce 2012 společně s bratry Oldřichem a Vladimírem udělen in memoriam Kříž obrany státu